# Samuel Slater

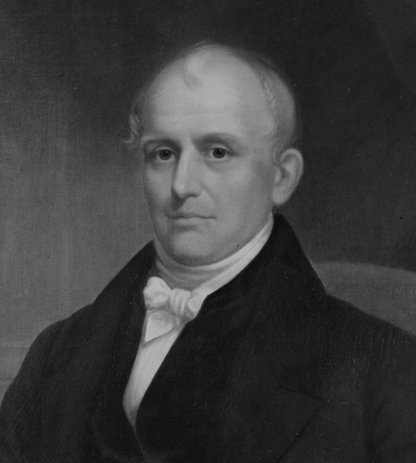
Samuel Slater

Samuel Slater (* 9. Juni 1768 in Belper, Derbyshire, England; † 21. April 1835 in Webster, Massachusetts, USA) war ein früher amerikanischer Unternehmer und Industrieller.
Er wird als „Vater der amerikanischen industriellen Revolution“ bezeichnet, da er bei seiner Emigration im Alter von 21 Jahren in die USA Pläne für die sogenannte Spinning Jenny mitbrachte, eine um 1764 in England erfundene Spinnmaschine, was den Grundstein für die amerikanische Textilindustrie legte. Hierzu brach er das britische Gesetz, das die Mitnahme von industriellem Know-how in andere Nationen verbot. In Pawtucket, Rhode Island überzeugte er seinen neuen Arbeitgeber von seinem Wissen und baute dort ab 1793 die erste wassergetriebene Textilmühle der USA nach dem Vorbild britischer Werke.
Weiterhin gilt er als „Vater der amerikanischen Sonntagsschule“, da er Bibel-Kurse für Jugendliche in seinen Werken einrichtete.